# Untergiesing-Harlaching
Untergiesing-Harlaching, Stadtbezirk 18 Untergiesing-Harlaching – 18. okręg administracyjny Monachium, w Niemczech, w kraju związkowym Bawaria. W 2013 roku okręg zamieszkiwało 51 937 mieszkańców. Składa się z osiedli Untergiesing i Harlaching. Zgodnie z nazwą Untergiesing obejmuje dolną część historycznego Giesing, natomiast górna część znajduje się w Obergiesing-Fasangarten. Na terenie dzielnicy znajduje się ogród zoologiczny Tierpark Hellabrunn i zabytkowy kościół św. Anny (St. Anna).

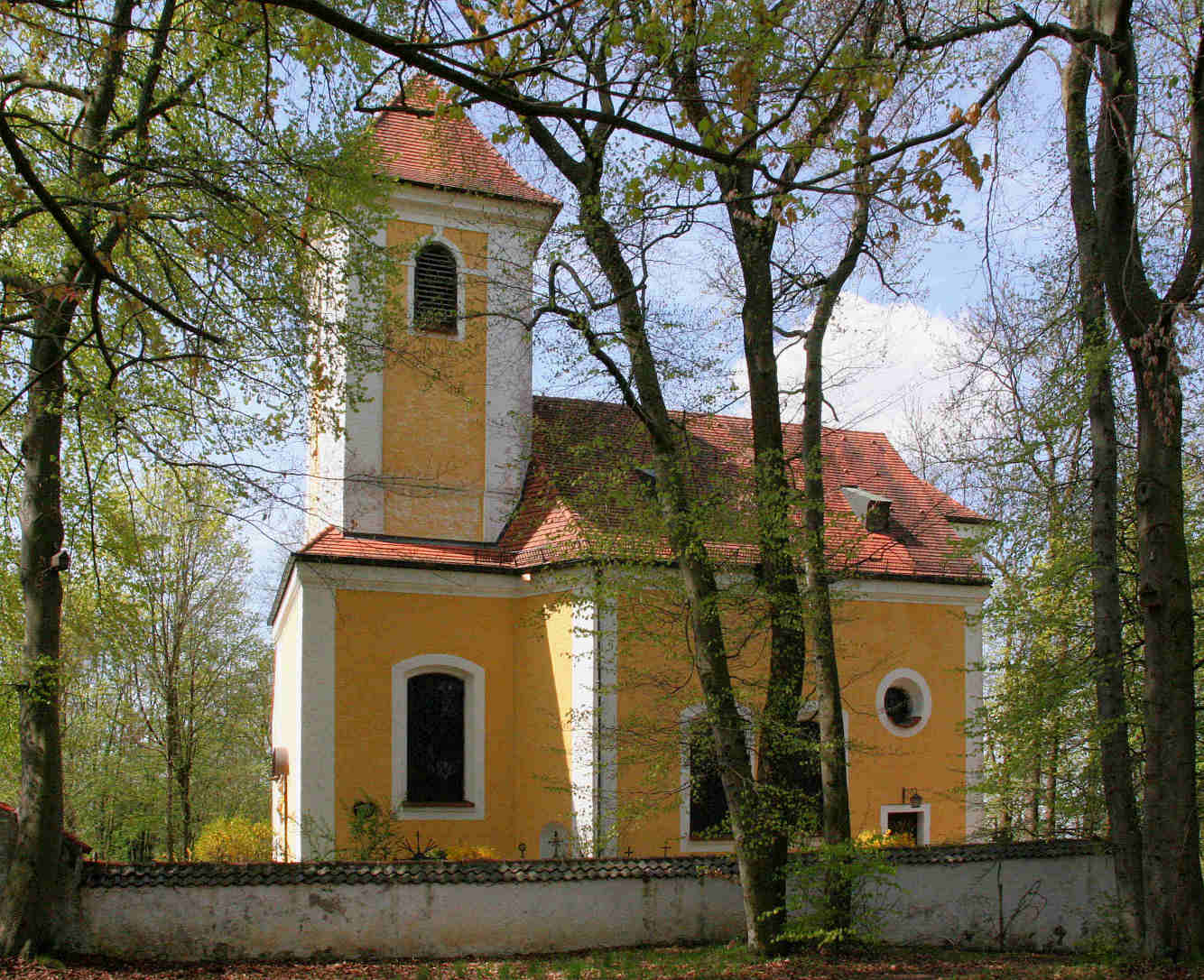
Kościół św. Anny (St. Anna)